# Япония во Второй мировой войне
Японская империя вступила во Вторую мировую войну 27 сентября 1940 года, подписав Берлинский пакт с Германией и Италией и напав на Индокитай. 7 декабря 1941 года Япония атаковала Перл-Харбор, после чего США вступили в войну. В течение семи часов японцы осуществляли скоординированные атаки по контролируемым США Филиппинам, Гуаму и острову Уэйк, Голландской Ост-Индии, Таиланду и колониям Великобритании — Борнео, Малайе и Гонконгу. Стратегические цели наступления заключались в том, чтобы нанести ущерб Тихоокеанскому флоту США, захватить нефтяные месторождения в голландской Ост-Индии и сохранить свою сферу влияния в Китае, Восточной Азии, а также в Корее. Это также должно было расширить внешние границы Японской империи, чтобы создать грозный оборонительный периметр вокруг недавно завоеванной территории.

## Предпосылки войны

Политическая карта Азиатско-Тихоокеанского региона, 1939 год

Решение Японии атаковать США остается спорным. Исследовательские группы в Японии предсказывали окончательную катастрофу в войне между Японией и США, и японская экономика уже пыталась не отставать от требований войны с Китаем. Однако США наложили нефтяное эмбарго на Японию, и Япония считала, что требования Соединенных Штатов о безоговорочном выводе войск из Китая и пактах о ненападении с другими тихоокеанскими державами неприемлемы. Столкнувшись с нефтяным эмбарго со стороны Соединенных Штатов, а также с истощающимися внутренними запасами, японское правительство решило выполнить план, разработанный военным подразделением, главным образом во главе с Осами Нагано и Исороку Ямамото, по бомбардировке военно-морской базы Перл-Харбор. 4 сентября 1941 года Кабинет министров Японии собрался для рассмотрения военных планов, подготовленных Императорским генеральным штабом, и постановил:
Наша Империя в целях самообороны и самосохранения завершила подготовку к войне ... [и] ... решила вступить в войну с Соединенными Штатами, Великобританией и Нидерландами, если это будет необходимо. Наша Империя одновременно примет все возможные дипломатические меры по отношению к Соединенным Штатам и Великобритании и, таким образом, будет стремиться достичь наших целей ... В случае, если нет никаких шансов на то, что наши требования будут выполнены в течение первых десяти дней октября, посредством дипломатических переговоров, упомянутых выше, мы немедленно примем решение начать боевые действия против Соединенных Штатов, Великобритании и Нидерландов.
Вице-адмирал Исороку Ямамото, автор идеи нападения на Перл-Харбор, сильно опасался войны с Соединенными Штатами. Ямамото провел время в Соединенных Штатах в юности, когда он изучал иностранные языки в Гарвардском университете (1919–1921), а затем работал помощником военно-морского атташе в Вашингтоне. Понимая неотъемлемые опасности войны с Соединенными Штатами, Ямамото предупреждал своих соотечественников: «Мы можем разгуляться в течение шести месяцев, а может, и года, но в последствиях этого я совершенно не уверен».

## Наступление 1941–42 годов

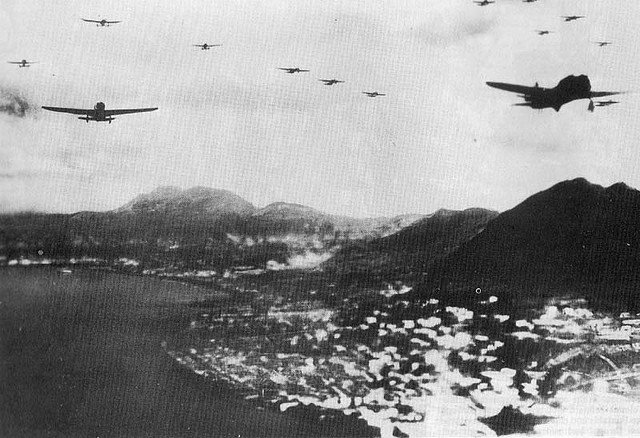
Бомбардировка центра Британского Гонконга японской авиацией, Гонконгская оборона, 8 декабря 1941 года

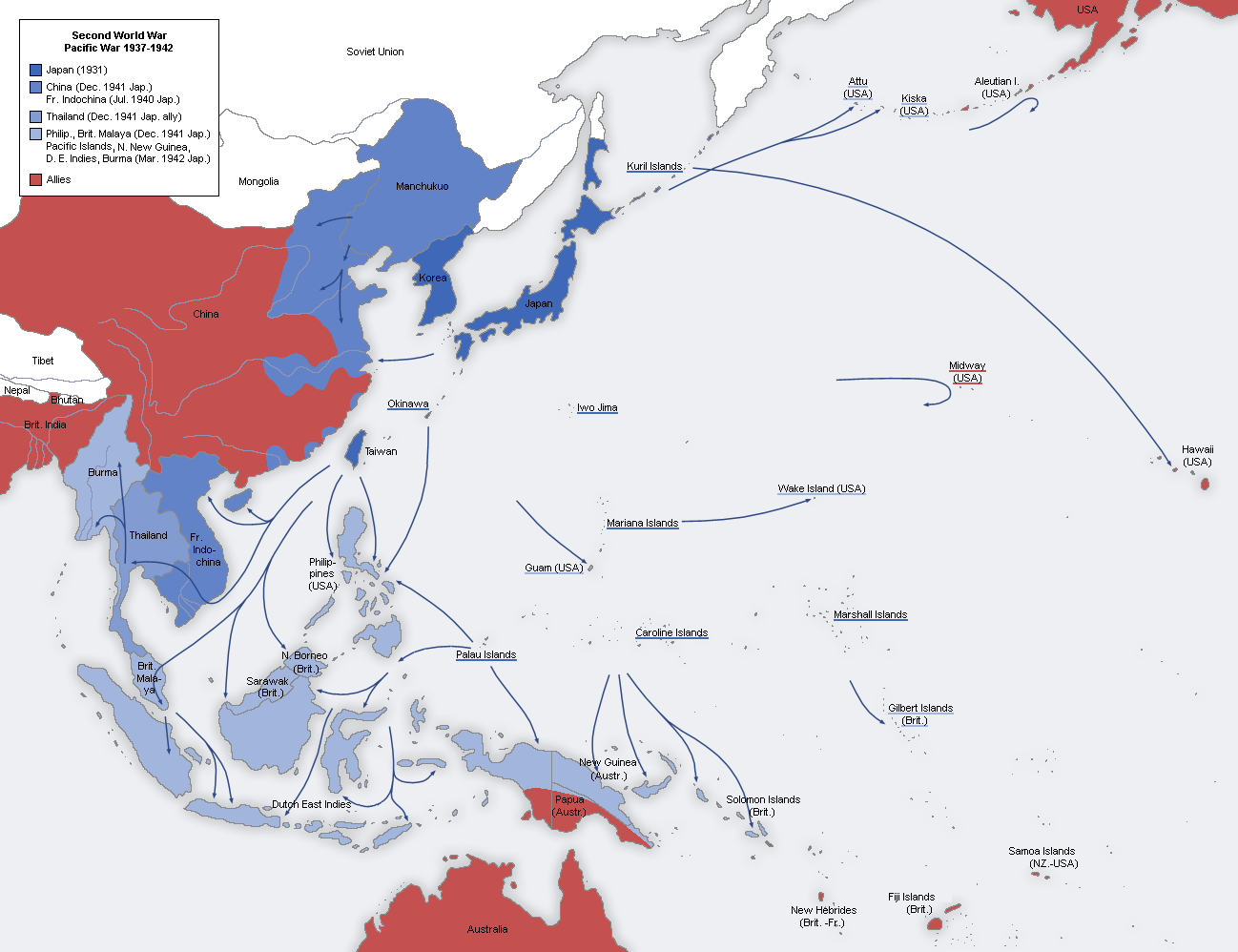
Карта японского наступления с 1937 по 1942 год

Императорский флот Японии внезапно напал на Перл-Харбор, Оаху, Гавайи, в воскресенье утром, 7 декабря 1941 года. Тихоокеанский флот и ВВС США понесли значительные потери. Основная цель атаки состояла в том, чтобы вывести Соединенные Штаты из строя на достаточно долгое время, чтобы Япония смогла создать свою давно спланированную империю в Юго-Восточной Азии и защищаемые буферные зоны. Однако, как опасался адмирал Ямамото, атака не нанесла серьезного ущерба ВМС США, при этом были проигнорированы такие приоритетные цели, как три авианосца Тихоокеанского флота в море и жизненно важные береговые объекты, разрушение которых также могло бы нанести существенный вред флоту. Из более серьезных последствий, общественность США сочла нападение варварским и предательским актом и сплотилась против Японской империи. Соединенные Штаты вошли в Европейский театр и Тихоокеанский театр в полном составе. Четыре дня спустя Адольф Гитлер и Бенито Муссолини объявили войну Соединенным Штатам. После нападения на Перл-Харбор японцы начали наступление на союзников в Восточной и Юго-Восточной Азии, с одновременными атаками на Британский Гонконг, Таиланд, Британскую Малайю, Голландскую Ост-Индию, Гуам, остров Уэйк, острова Гилберта, Борнео и Филиппины.
К 1942 году Японская империя начала наступление в Новой Гвинее, Сингапуре, Бирме, Юньнани и Индии, Соломоновых Островах, Тиморе, Острове Рождества и Андаманских островах.
К тому времени, когда Вторая мировая война была в самом разгаре, Япония была больше всего заинтересована в использовании биологического оружия. Военно-воздушные силы Японии сбросили огромное количество керамических бомб, наполненных блохами, зараженными бубонной чумой, в Нинбо, Китай. Эти нападения в конечном итоге приведут к тысячам смертей спустя годы после окончания войны. В рамках безжалостных и неизбирательных японских методов исследования биологической войны они отравили более 1000 колодцев в китайских деревнях для изучения вспышек холеры и тифа.

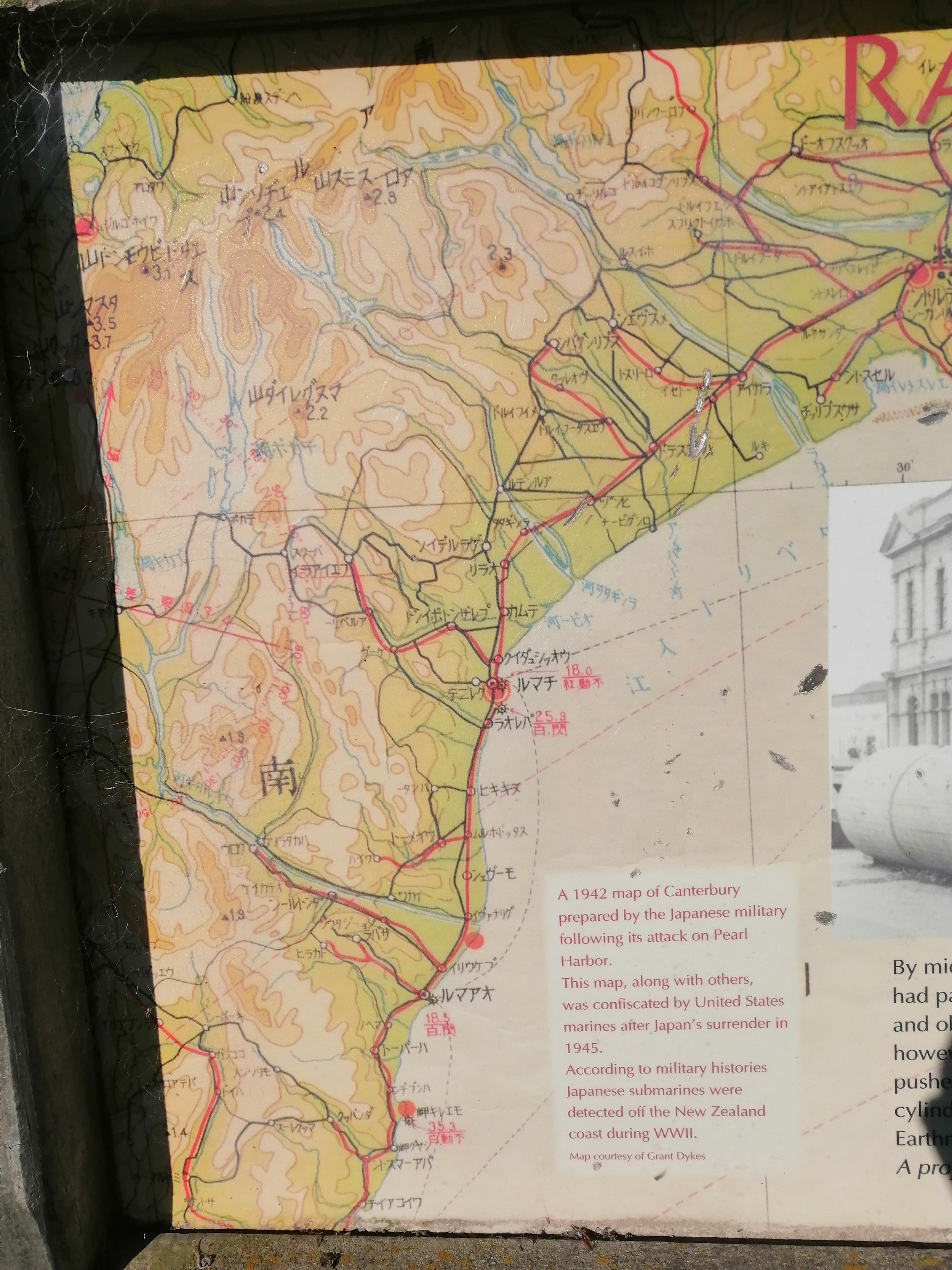
Карта Кентербери, Новая Зеландия, подготовленная японскими военными после нападения на Перл-Харбор.

### Наступление в Юго-Восточной Азии
Кампании в Юго-Восточной Азии предшествовали годы пропагандистской и шпионской деятельности, проводимой в этом регионе Японской империей. Японцы поддерживали свое видение Великой восточноазиатской сферы сопроцветания и «Азии для азиатов» для жителей Юго-Восточной Азии, живших под европейским колониальным правлением в течение нескольких поколений. В результате многие жители некоторых колоний (особенно Индонезии) встали на сторону японских оккупантов из антиколониальных соображений. Однако этнические китайцы, которые стали свидетелями последствий японской оккупации на своей родине, не встали на сторону японцев.

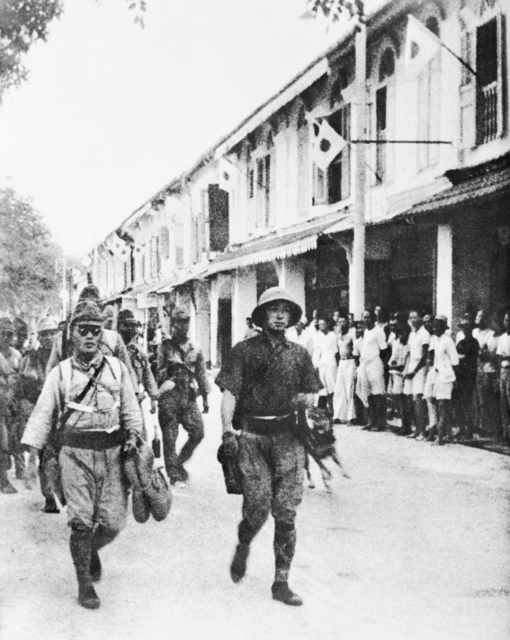
Японские войска маршируют по улицам Лабуана, Борнео 14 января 1942 года

Гонконг сдался японцам 25 декабря. В Малайе японцы разбили армию союзников, состоящую из британских, индийских, австралийских и малайских войск. Японцы смогли быстро продвинуться вниз по Малайскому полуострову, вынудив союзные войска отступить в сторону Сингапура. У союзников не было прикрытия с воздуха и достаточного количества танков; японцы имели господство в воздухе. Потопление HMS Prince of Wales и HMS Repulse 10 декабря 1941 года привело к тому, что восточное побережье Малайи было занято японцами и лишилось британской военно-морской мощи в этом районе. К концу января 1942 года последние силы союзников пересекли Джохорский пролив и вошли в Сингапур. На Филиппинах японцы оттеснили объединенные филиппино-американские силы к полуострову Батаан, а затем к острову Коррехидор. К январю 1942 года генерал Дуглас Макартур и президент Мануэль Кесон были вынуждены бежать из-за наступления японцев. Это стало одним из самых страшных поражений, понесенных американцами, в результате чего более 70 000 американских и филиппинских военных попали в плен к японцам.

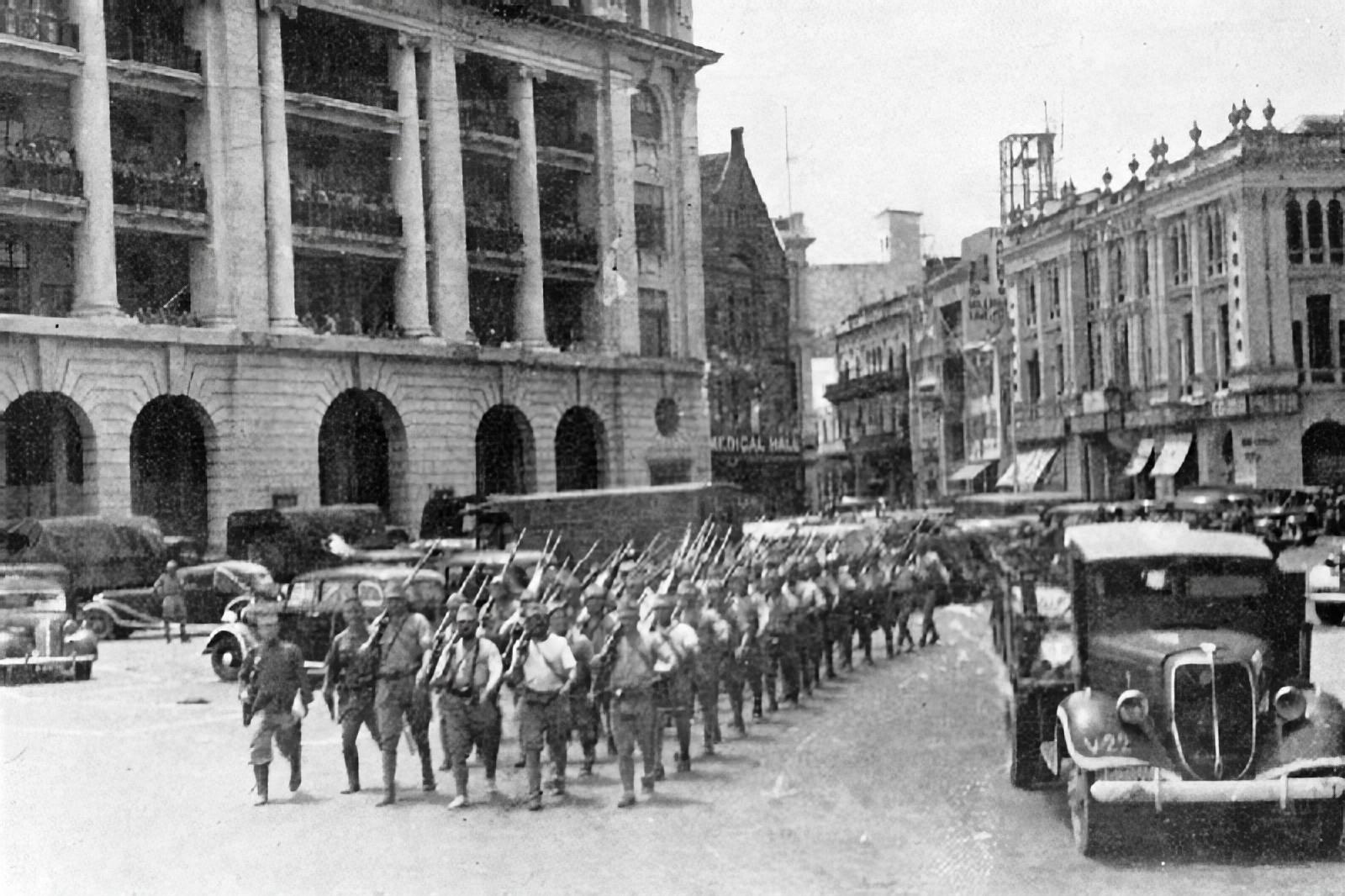
Победившие японские войска маршируют по центру города, Сингапурская оборона, февраль 1942. (Фото из Имперского военного музея)

15 февраля 1942 года Сингапур из-за подавляющего превосходства японских сил и тактики окружения пал перед японцами, что привело к крупнейшей в истории капитуляции военнослужащих под командованием Великобритании. Приблизительно 80 000 индийских, австралийских и британских солдат были взяты в плен, вместе с 50 000, взятыми во время японского вторжения в Малайю. Многие позже использовались на принудительных работах на строительстве Бирманской железной дороги. Сразу после вторжения в Британскую Малайю японские военные устроили этническую чистку по отношению к китайскому населению.
Затем японцы захватили ключевые зоны нефтедобычи на Борнео, Центральной Яве, Маланге, Чепу, Суматре и Нидерландской Новой Гвинее, нанеся поражение голландским войскам. Однако саботаж союзников помешал японцам восстановить добычу нефти до довоенного пика. Затем японцы укрепили свои линии снабжения, захватив ключевые острова Тихого океана, включая Гуадалканал.

## Контрнаступление

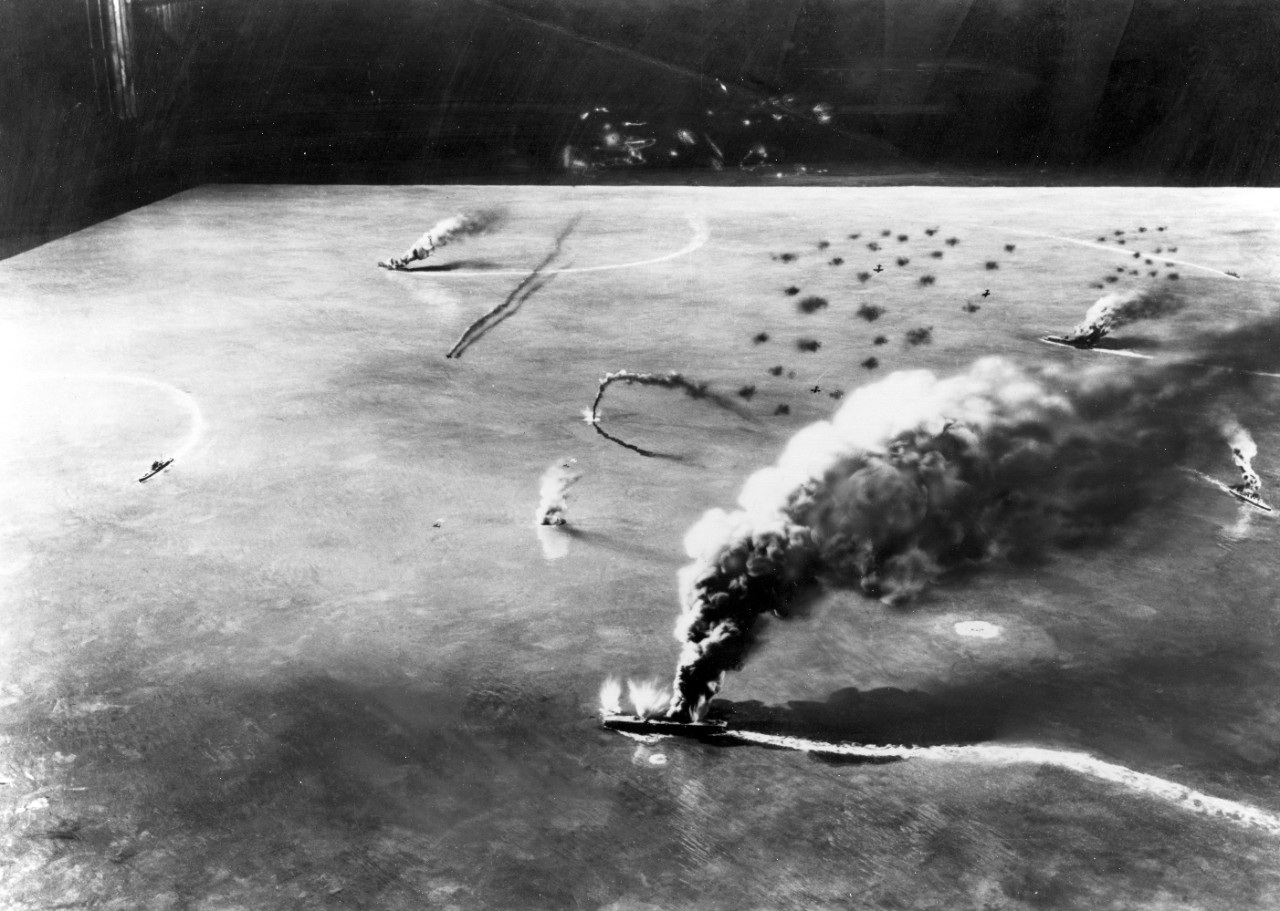
Атака пикирующих бомбардировщиков с авианосцев USS Yorktown и USS Enterprise на японские авианосцы Сорю, Акаги и Кага, Битва за Мидуэй, 4 июня 1942 года.

Японские военные стратеги прекрасно осознавали неблагоприятное несоответствие промышленного потенциала Японской империи и Соединенных Штатов. Из-за этого они рассуждали, что успех Японии зависел от их способности расширить стратегическое преимущество, полученное в Перл-Харборе, за счет дополнительных быстрых стратегических побед. Японское командование рассудило, что только решительное уничтожение Тихоокеанского флота США и завоевание его отдаленных форпостов гарантирует, что Японская империя не будет подавлена промышленной мощью Америки. В апреле 1942 года Япония впервые подверглась бомбардировке в ходе рейда Дулиттла. В мае 1942 г. Япония, несмотря на численное превосходство японских войск, потерпела поражение от противника в битве в Коралловом море, что иногда приравнивается некоторыми историками практически к стратегическому поражению Императорской Японии. За этой неудачей в июне 1942 года последовала катастрофическая потеря четырех авианосцев в битве за Мидуэй, первое решающее поражение Императорского флота Японии. Это оказалось поворотным моментом в войне, поскольку ВМФ потерял свой стратегический наступательный потенциал, а также не смог восстановить «критическую массу» большого количества авианосцев и хорошо обученных авиационных групп.
Сухопутные войска Австралии нанесли поражение японским морским пехотинцам в Новой Гвинее в битве за залив Милн в сентябре 1942 года, что стало первым сухопутным поражением, которое японцы потерпели в Тихом океане. Дальнейшие победы сил антигитлеровской коалиции на Гуадалканале в сентябре 1942 года, и Новой Гвинее в 1943 году, заставили Японскую империю обороняться до конца войны, при этом Гуадалканал, в частности, истощил их и без того ограниченные запасы нефти. В течение 1943 и 1944 годов войска антигитлеровской коалиции, опираясь на промышленную мощь и огромные сырьевые ресурсы США, неуклонно продвигались к Японии. Шестая армия США под командованием генерала Макартура высадилась на Лейте 20 октября 1944 года. В последующие месяцы, во время Филиппинской операции, объединенные силы Соединенных Штатов вместе с местными партизанскими отрядами освободили Филиппины. К 1944 году США и их союзники захватили или обошли и нейтрализовали многие стратегические базы Японии путем высадки десанта и бомбардировок. Это, вкупе с потерями, нанесенными подводными лодками противника на японских морских маршрутах, стало душить экономику Японии и подрывать её способность снабжать свою армию. К началу 1945 года морские пехотинцы США вырвали контроль над островами Огасавара в нескольких ожесточенных сражениях, таких как битва при Иводзиме, положившая начало падению японских островов.

### Авиаудары по Японии

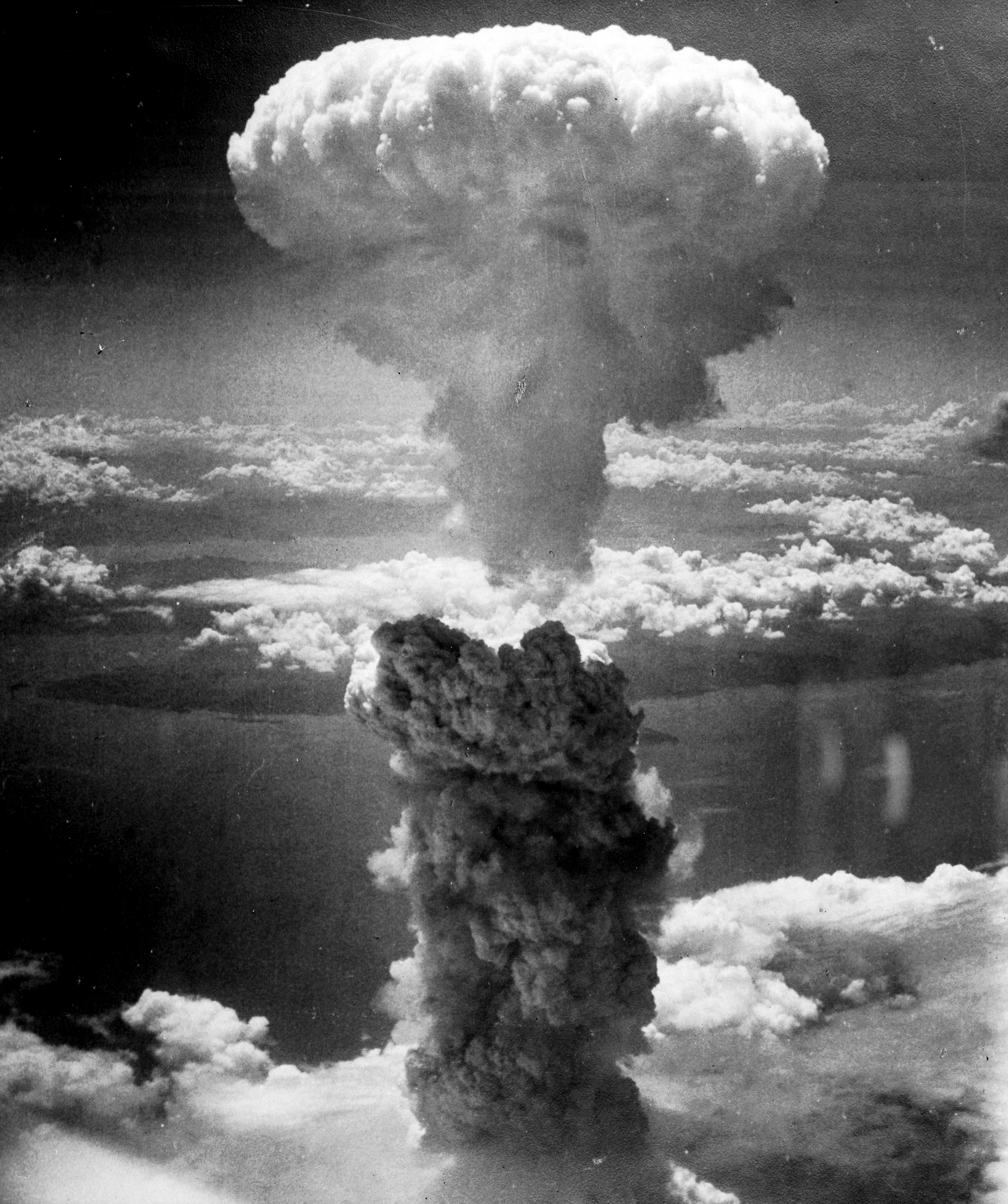
Атомная бомбардировка Нагасаки 9 августа 1945

После захвата аэродромов на Сайпане и Гуаме летом 1944 года ВВС США устроили массированную стратегическую бомбардировку, используя зажигательные бомбы и сжигая японские города, чтобы разрушить промышленность Японии и подорвать её боевой дух. Во время бомбардировки Токио в ночь с 9 на 10 марта 1945 г. погибло около 100 тысяч мирных жителей. Приблизительно 350—500 тысяч мирных жителей погибли в 66 других городах Японии в результате серии зажигательных бомбардировок по Японии. Одновременно с этими атаками жизненно важные прибрежные судоходные операции Японии были серьезно затруднены из-за масштабных авиаударов в ходе американской операции «Голод». Тем не менее, эти усилия не привели к тому, что японские военные сдались. В середине августа 1945 года Соединённые Штаты сбросили атомные бомбы на японские города Хиросима и Нагасаки. Эти две бомбы убили от 120 тыс. до 140 тыс. человек за считанные минуты, и столько же — в результате ядерной радиации в последующие недели, месяцы и годы.

## Участие Советского Союза
13 апреля 1941 года в Москве был подписан договор о нейтралитете между СССР и Японией. В ходе Ялтинского соглашения был аннулирован Пакт о нейтралитете между СССР и Японией. 9 августа 1945 года СССР начал войну с Японией. В течение 10 дней была разбита Квантунская армия и ликвидированы марионеточные государства Мэнцзян и Маньчжоу-го. В ходе войны возникла угроза вторжения войск СССР на территорию непосредственно Японии. Это стало важным фактором  в решении Японии капитулировать перед США, дабы избежать войны на два фронта и получить некоторую защиту, а не столкнуться с одновременным советским вторжением и поражением от США.

## Капитуляция и оккупация Японии

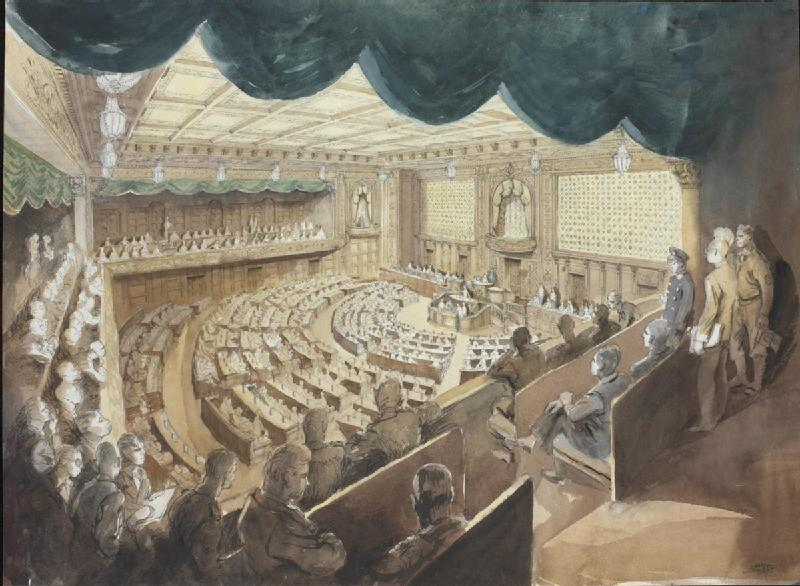
Рисунок, изображающий речь об окончании Второй Мировой войны в японском парламенте 1 ноября 1945 года. На переднем плане несколько солдат союзников наблюдают за происходящим с балкона.

Игнорировав Потсдамскую декларацию, Японская империя сдалась и завершила Вторую мировую войну после атомных бомбардировок Хиросимы и Нагасаки и объявления войны Советским Союзом. В обращении по национальному радио 15 августа император Хирохито объявил японскому народу о капитуляции. Оккупация союзников при экономической и политической помощи продолжалась вплоть до 1950-х годов и предусматривал пересмотр конституции и демилитаризацию страны. Союзные войска приказали Японии отменить Конституцию Мэйдзи и написать новую Конституцию Японии. 3 мая 1947 года Японская империя была переименована в Государство Япония. Политической системой в стране стала конституционная монархия, основную роль стал играть парламент, а статус императора стал символическим.
Генерал армии США Дуглас Макартур позже похвалил новое японское правительство, которое он помог создать:
После войны в японском народе произошла величайшая реформация, зафиксированная в современной истории. Обладая похвальной волей, стремлением учиться и ярко выраженной способностью понимать, они из пепла, оставленного после войны, возвели в Японии здание, посвященное верховенству личной свободы и личного достоинства; и в результате этого процесса было создано действительно представительное правительство, приверженное продвижению политической морали, свободы экономического предпринимательства и социальной справедливости. В политическом, экономическом и социальном плане Япония сейчас идет в ногу со многими свободными нациями земли и больше не подведет всеобщее доверие. ... Я послал все четыре наши оккупационные дивизии на корейский фронт без малейших сомнений в отношении влияния образовавшегося вакуума власти на Японию. Результаты полностью оправдали мою веру. Я не знаю нации более безмятежной, упорядоченной и трудолюбивой, и в которой можно было бы возлагать большие надежды на будущее конструктивное служение на благо человечества
.
Историк Джон У. Дауэр:
В ретроспективе, если не считать корпуса офицеров, чистка предполагаемых милитаристов и ультранационалистов, проведенная в период оккупации, оказала относительно небольшое влияние на долгосрочный состав политических и бизнес-элит. Первоначально чистка принесла новую кровь политическим партиям, но это было компенсировано возвращением огромного числа ранее очищенных консервативных политиков в национальную, а также местную политику в начале 1950-х годов. В бюрократии чистка с самого начала была незначительной. ... В экономическом секторе чистка также была лишь слегка разрушительной, затронув менее шестисот человек, разбросанных по примерно четырем сотням компаний. Куда ни глянь, коридоры власти в послевоенной Японии переполнены людьми, чьи таланты уже были признаны в годы войны и которые обнаружили, что те же таланты высоко ценятся в «новой» Японии
.

## Послевоенный период

### Репатриация японцев из-за границы

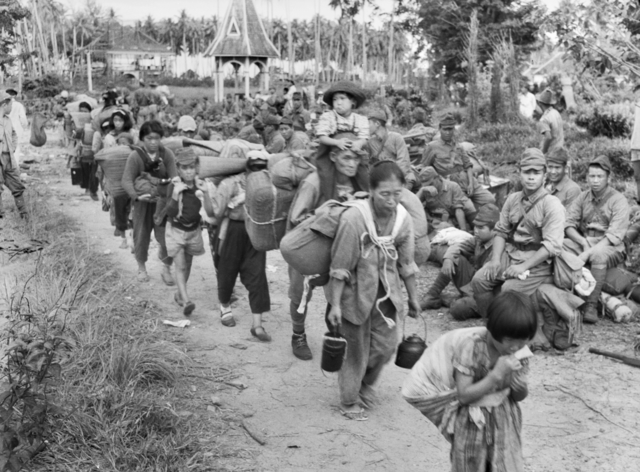
Гражданские лица и солдаты в Тавау (Британский Северный Борнео), перед посадкой на корабль в Джесселтоне (Кота-Кинабалу) после сдачи в плен австралийским войскам

В течение японского колониального периода наблюдался значительный уровень миграции на заморские территории Японской империи, включая Корею, Тайвань, Маньчжоу-го и Карафуто.
В 1938 году на Тайване проживало 309 000 японцев. К концу Второй мировой войны в Корее проживало более 850 000 японцев и более 2 миллионов в Китае, большинство из которых были фермерами в Маньчжоу-Го.
По данным переписи в декабре 1939 года, общая численность населения Южного Тихоокеанского мандата составляла 129 104 человека, из которых 77 257 были японцами. К декабрю 1941 года население Сайпана превышало 30 000 человек, в том числе 25 000 японцев. На момент начала советского наступления в начале августа 1945 года на Карафуто (южный Сахалин) проживало более 400 000 человек. Большинство из них были выходцами из Японии или Кореи. Когда Япония потеряла Курилы, 17 000 японцев были изгнаны, в основном с южных островов.
После Второй мировой войны большинство этих японцев, живущих за границей, репатриировались в Японию. Союзные державы репатриировали более 6 миллионов японцев из колоний по всей Азии.

## Военные преступления
Многие японские политики и военные командующие были осуждены за военные преступления Токийским трибуналом и другими трибуналами стран союзников по антигитлеровской коалиции. Однако все члены императорской семьи, причастные к войне, такие как император Сёва, были исключены из уголовного преследования Дугласом Макартуром. Японские военные до, и во время Второй мировой войны, совершали многочисленные преступления в отношении пленных военнослужащих и гражданских лиц противника. Были совершены массовые убийства, изнасилования и грабежи мирных жителей, самые известные из которых Сук Чинг и Нанкинская резня, а также использование около 200 тысяч «женщин для утех», которых, как утверждается, заставляли служить проститутками для японских военных.
Японская императорская армия также казнила и жестоко обращалась с военнослужащими противника оказавшимися военнопленными во время войны. Отряд 731 проводил варварские биологические эксперименты на военнопленных, а также на гражданских лицах; это включало применение биологического и химического оружия, санкционированное самим императором Сёва. По данным Международного симпозиума по преступлениям бактериологической войны 2002 г., число людей, погибших в Западной Азии в результате бактериологической войны Японии и экспериментов на людях, оценивалось примерно в 580 тыс. человек. Члены Отряда 731, включая генерал-лейтенанта Сиро Исии, получили иммунитет от генерала Макартура в обмен на данные о бактериологическом оружии, основанные на экспериментах на людях. Сделка была заключена в 1948 году. Императорская армия Японии часто применяла химическое оружие. Однако из-за страха возмездия это оружие никогда не применялось против войск Запада, а только против других азиатских народов, которых имперская пропаганда считала «низшими». Например, император Японии санкционировал использование токсичного газа 375 раз во время сражения при Ухане с августа по октябрь 1938 года.